# Veronica polita
Veronica polita es una especie de planta del género Veronica. Se distribuye por Europa, Asia y Norte de África.

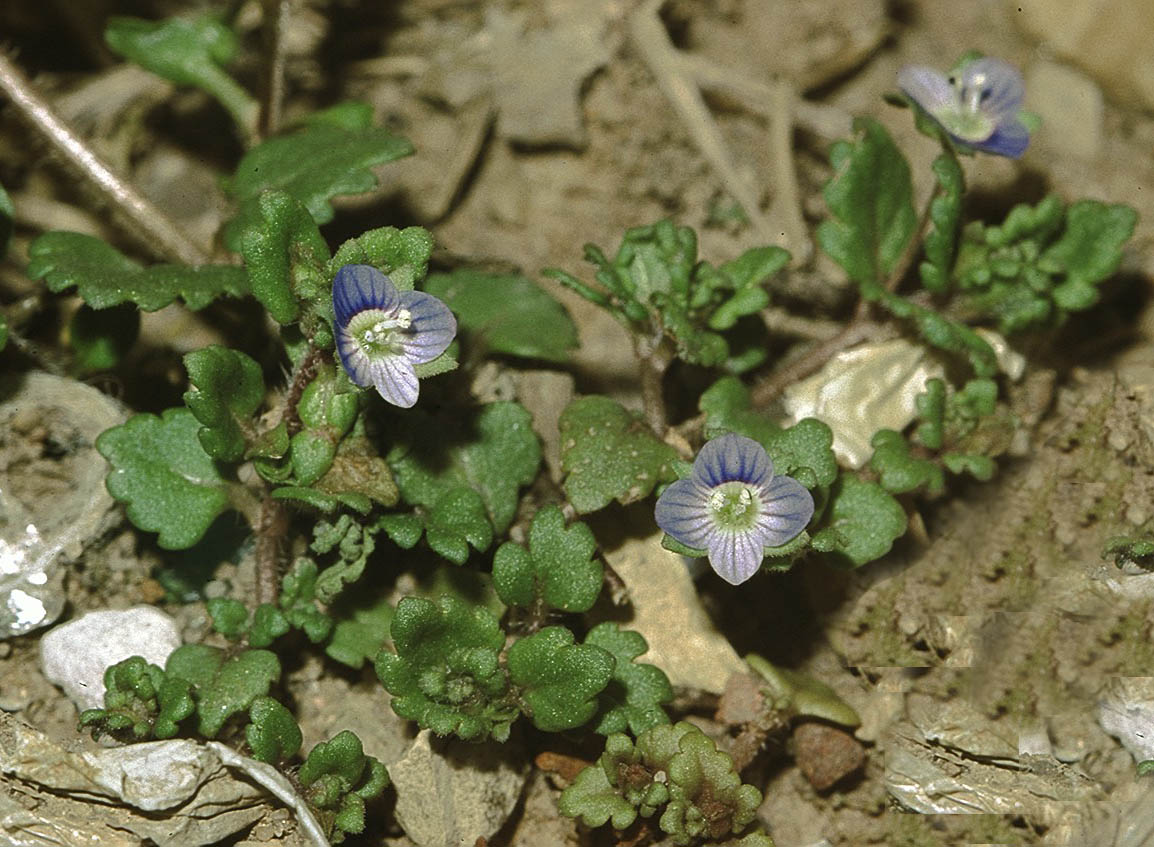
Vista de la planta

## Descripción
Es una planta herbácea anual que mide entre 5-25 cm de altura. Los tallos son pubescentes, postrados o ascendentes, las hojas son de color verde oscuro o algo glaucas, pecioladas, redondeadas, ovales, dentadas o crenadas; todas las flores de color azul brillante, pequeñas y solitarias en pedúnculos axilares más cortos o ligeramente más largos que la hoja.

## Distribución y hábitat
Se encuentra en lugares cultivados y no, en toda Francia, especialmente en el sur de Córcega. En Europa, Asia occidental, el norte de África.

## Taxonomía
Veronica polita fue descrita por Elias Magnus Fries y publicado en Novitiae Florae Suecicae. Edit. Altera 1–2. 1828.
Sinonimia
- Veronica agrestis subsp. didyma Bonnier & Layens [1894, Fl. Fr. : 237]
- Veronica thellungiana (E.Lehm.) Dalla Torre & Sarnth. [1912, Fl. Tirol, 6 (3)      *Veronica obscura Dumort. [1829, Flor. Belg. : 35] [nom. nud.]
- Veronica nitidula Rchb. [1825]
- Veronica didyma Ten. [1811,1815, Fl. Nap., 1 : Prodr. : 4]
- Veronica alsiphila Arv.-Touv. [1871, Ess. Pl. Dauph. : 55]
- Veronica agrestis subsp. didyma (Ten.) Ball [1878, J. Linn. Soc., Bot., 16 : 601]
- Cardia didyma (Ten.) Dulac [1867, Fl. Hautes-Pyr. : 388]
- Veronica agrestis subsp. polita (Fr.) Schübler & G.Martens [1834, Fl. Würtemb. : 12]
- Pocilla polita (Fr.) Fourr.[2][3]

## Nombres comunes
- Castellano: pamplina basta, verónica de campo, yerba gallinera.[2]